# Rabeprazol
Rabeprazolul este un medicament antiulceros, un inhibitor al pompei de protoni, fiind utilizat pentru scăderea producției acide gastrice în: boala de reflux gastro-esofagian, ulcerul gastroduodenal și sindromul Zollinger-Ellison. Eficacitatea sa este similară cu cea a altor inhibitori de pompă de protoni. Calea de administrare disponibilă este cea orală.
Molecula a fost patentată în 1986 și a fost aprobată pentru uz medical în anul 1997. Este disponibil sub formă de medicament generic.

## Utilizări medicale
Rabeprazolul este utilizat în:
- boala de reflux gastro-esofagian, erozivă sau ulcerativă, simptomatică
- ulcerul gastric și duodenal, tratament
- vindecarea sau prevenirea ulcerelor gastrice asociate tratamentului cu AINS
- sindromul Zollinger-Ellison
- eradicarea infecției cu Helicobacter pylori, în asociere cu antibiotice potrivite (amoxicilină, claritromicină)[13]